# Elnéptelenedett települések Magyarországon
Magyarország területén számos olyan településről van tudomásunk, amely az idők során, különböző okokból elnéptelenedett, legtöbbük a középkorban vagy a török időkben, ez a lista a 18. századnál később elnéptelenedetteket tartalmazza a teljesség igénye nélkül.

## Dél-Dunántúl
Baranya vármegyében a legtöbb település 1974 és 1990 között szűnt meg jogilag, amikor is egy nagyobb, környező településhez csatolták a kisebbet. A hatóságok főleg a falvak várható elnéptelenedésével próbálták igazolni döntéseiket. Somogy vármegye kísértetvárosai leginkább elöregedés miatt haltak ki, de vannak kivételek.
- Alsórácegres, Tolna vármegye
- Áper laktanya, Baranya vármegye
- Béndekpuszta, Somogy vármegye
- Gerjen-Ófalu, Tolna vármegye
- Gorica, Baranya vármegye
- Gyűrűfű, Baranya vármegye
- Homokszentgyörgyi laktanya, Somogy vármegye
- Kakpuszta, Somogy vármegye
- Kán,  Baranya vármegye
- Korpád, Baranya vármegye
- Márcadópuszta, Somogy vármegye
- Mónosokor, Baranya vármegye
- Révfalu, Baranya vármegye
- Somogyszentimre, Somogy vármegye
- Tabi laktanya, Somogy vármegye
- Vágotpuszta, Baranya vármegye

## Nyugat-Dunántúl
Amíg Győr-Moson-Sopron területén nem lehet tudni egy szellemfaluról sem, Vas és
Zala megyében számos, alig néhány fővel rendelkező település található, azonban Vas megye 217 és Zala megye 258 jelenleg önálló településének mindegyike lakott.
- Benkeháza, Vas vármegye
- Simaháza, Vas vármegye
- Zuggó, Vas vármegye
- Pusztaszentpéter, Zala vármegye

## Közép-Dunántúl
Amíg Komárom-Esztergom és Fejér vármegyében is csak egy-két ilyenről van információ, addig Veszprém vármegyében számos elhagyott település van.
- Hertelendyújhely, Veszprém vármegye
- Iharkút, Veszprém vármegye
- Kápolnapuszta, Fejér vármegye
- Nagyvázsonyi laktanya (Kis-Moszkva), Veszprém vármegye
- Szákszendi laktanya, Komárom-Esztergom vármegye
- Szentkirályszabadjai laktanya, Veszprém vármegye
- Újmajor, Veszprém vármegye
- Veimpuszta, Veszprém vármegye
- Zsörk, Veszprém vármegye

## Duna-Tisza köze és Észak-Magyarország
Az Alföld a volt szovjet laktanyákat mondhatja a maga kísértetvárosainak, addig az Északi-középhegység klasszikus falvakkal rendelkezik.
- Bajai laktanya, Bács-Kiskun vármegye
- Derenk, Borsod-Abaúj-Zemplén vármegye
- Dózsa György laktanya, Pest vármegye
- Görgey Artúr laktanya, Pest vármegye
- Gyertyánvölgy, Borsod-Abaúj-Zemplén vármegye
- Jásztelekpuszta, Nógrád vármegye
- Kákony, Bács-Kiskun vármegye
- Kiskunlacházi laktanya, Pest vármegye
- Nagyecsér, Borsod-Abaúj-Zemplén vármegye
- Ónána, Heves vármegye
- Pandur, Bács-Kiskun vármegye
- Szanticska, Borsod-Abaúj-Zemplén vármegye
- Tiszahalász, Heves vármegye

## Tiszántúl
A Tiszántúlon egyelőre kihalás révén nem, csak átköltöztetések, természeti katasztrófák révén van kihalt település:
- Kunmadarasi laktanya, Jász-Nagykun-Szolnok vármegye
- Nagygéc, Szabolcs-Szatmár-Bereg vármegye
- Zelemér, Hajdú-Bihar vármegye